# Arrondissement d'Ueckermünde

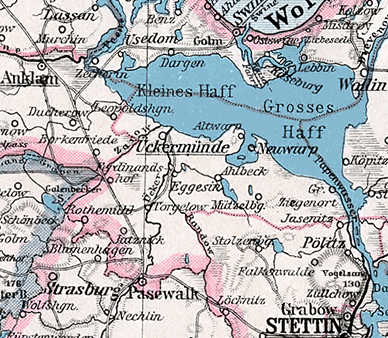
Le territoire de l'arrondissement dans les limites de 1905

L'arrondissement d'Ueckermünde, est un arrondissement de la province prussienne de Poméranie et de l'État de Mecklembourg dans la Zone d'occupation soviétique et la RDA qui existe de 1818 à 1950. L'ancien territoire de l'arrondissement se trouve maintenant dans l'arrondissement de Poméranie-Occidentale-Greifswald en Mecklembourg-Poméranie-Occidentale et dans le powiat de Police dans la voïvodie polonaise de Poméranie-Occidentale.

## Histoire
Lors de la réforme des arrondissements du 1er janvier 1818 dans le district de Stettin, un nouveau arrondissement d'Ueckermünde est formé à partir de parties des arrondissements d'Anklam et de Randow (de). Les villes de Neuwarp et Ueckermünde ainsi que les bureaux de Königsholland, Torgelow et Ueckermünde sont transférés de l'arrondissement d'Anklam au nouveau arrondissement, et la ville de Pasewalk et les villages environnants sont transférés de l'arrondissement de Randow. Le bureau de l'arrondissement a son siège à Ueckermünde,
En 1871, l'arrondissement comprenait les trois villes de Neuwarp, Pasewalk et Ueckermünde, 61 communes et 14 districts de domaine
Le 30 septembre 1929, une réforme territoriale a lieu dans l'arrondissement d'Ueckermünde, comme dans le reste de l'État libre de Prusse, dans laquelle la plupart des districts de domaine indépendants sont dissous et attribués aux communes voisines. Une nouvelle constitution d'arrondissement n'est plus créée ; Les règlements des arrondissements du 19 mars 1881 pour les provinces de Prusse-Orientale et Occidentale, de Brandebourg, de Poméranie, de Silésie et de Saxe restent en vigueur.
Le 15 octobre 1939, 32 communes et deux districts de domaine de l'arrondissement dissous de Randow sont incorporés à l'arrondissement d'Ueckermünde.
Lors de la bataille de Poméranie-Orientale, l'arondissement est occupé par l'Armée rouge au printemps 1945. Après la capitulation inconditionnelle de la Wehrmacht, sa partie occidentale est rattachée à l'État de Mecklembourg, dans la zone d'occupation soviétique. La partie orientale de l'arrondissement est placée sous l'administration de la République populaire de Pologne en 1945. Cela concerne, dans l'ancien arrondissement d'Ueckermünde, la ville de Neuwarp ainsi que les communes d'Althagen, Hammer, bureau de Jasenitz, Karpin, Königsfelde, Mützelburg, Wahrlang, Wilhelmsdorf et Ziegenort. Parmi les communes de l'ancien arrondissement de Randow, qui appartiennent depuis 1939 à l'arrondissement d'Ueckermünde, Armenheide, Boblin, Böck, Daber, Falkenwalde, Günnitz, Hagen, Jasenitz, Köstin, Laack, Nassenheide, Neuenkirchen, Stolzenburg, Trestin et Wamlitz passent sous administration polonaise. Les communes de Bismark, Blankensee, Boock, Gorkow, Grambow, Lienken, Löcknitz, Mewegen, Pampow, Plöwen, Ramin, Retzin, Rothenklempenow, Schwennenz et Sonnenberg sont transférées au cours de l'année 1945 dans l'arrondissement de Randow, reconstitué du côté allemand,
Dans le cadre de la première réforme des arrondissements de la RDA, l'arrondissement de Pasewalk (de) est formé le 1er juillet 1950 à partir de l'arrondissement restant d'Ueckermünde et de parties de l'arrondissement de Randow nouvellement dissous. Dans le cadre de la réforme administrative du 25 juillet 1952, celle-ci est divisée en arrondissements d'Ueckermünde (de) et Pasewalk (de). Les deux arrondissements sont ajoutés au nouveau district de Neubrandenbourg.
Depuis 1990, l'arrondissement de 1950 appartient à nouveau à l'État nouvellement constitué de Mecklembourg-Poméranie-Occidentale. Lors de la réorganisation communale du 12 juin 1994, il est fusionné avec le nouveau arrondissement d'Uecker-Randow, qui à son tour est fusionné avec le nouveau arrondissement de Poméranie-Occidentale-Greifswald le 4 septembre 2011.

## Évolution de la démographie
| Année | Habitants | Source |
| ----- | --------- | ------ |
| 1846  | 38 584    | [ 8 ]  |
| 1871  | 42 534    | [ 3 ]  |
| 1890  | 50 793    | [ 4 ]  |
| 1900  | 53 767    | [ 4 ]  |
| 1910  | 56 528    | [ 4 ]  |
| 1925  | 59 609    | [ 4 ]  |
| 1933  | 59 422    | [ 4 ]  |
| 1939  | 60 695    | [ 4 ]  |
| 1946  | 72 986    | [ 9 ]  |

## Politique

### Administrateurs de l'arrondissement
- 1818–?: August Krafft
- 1851–1863: Ferdinand Julius Balcke
- 1863–nach 1887: Oswald von Rittberg (de)
- 1893–1907: Robert Hagedorn (de)
- 1907–1918: Ulrich von Heyden (de)
- 1921–1928: Storch
- 1928–1929: Wilhelm Köhne (de)
- 1929–1933: Artur Breitfeld (de)
- 1933–1938: Horst Schlenzig
- 1938–1940: Erich Daniel
- 1940–1945: Gerhard Becker

### Constitution communale
Depuis le XIXe siècle, l'arrondissement d'Ueckermünde est divisé en villes, en communes rurales et en districts de domaine. Avec l'introduction de la loi constitutionnelle prussienne sur les communes du 15 décembre 1933 ainsi que le code communal allemand du 30 janvier 1935, le principe du leader est appliqué au niveau municipal. Une nouvelle constitution d'arrondissement n'est plus créée; Les règlements de l'arrondissement pour les provinces de Prusse-Orientale et Occidentale, de Brandebourg, de Poméranie, de Silésie et de Saxe du 19 mars 1881 restent applicables.

## Villes et communes

### Situation en 1939
Avant son expansion en 1939, l'arrondissement d'Ueckermünde comprend trois villes, 50 communes et deux districts de manoir non constitués en commune :
| - Ahlbeck - Althagen - Altwarp - Aschersleben - Bellin - Belling - Blumenthal - Dargitz - Eggesin - Eichhof - Ferdinandshof - Friedrichshagen - Gegensee - Grambin | - Gumnitz Holländerei - Haffanteil Ueckermünde, district de manoir - Hammer, bureau de Jasenitz - Hammer, bureau d'Ueckermünde - Heinrichsruh - Heinrichswalde - Hintersee - Hoppenwalde - Jatznick - Karpin - Koblentz - Königsfelde - Krugsdorf - Liepe | - Liepgarten - Luckow - Meiersberg-Schlabrendorf - Mönkebude - Müggenburg - Mützelburg - Mützelburger Heide, district de manoir - Neuenkruger Revier - Neuwarp, ville - Pasewalk, ville - Rieth - Rothemühl - Rothenburg - Sandförde | - Schönwalde - Sprengersfelde - Stolzenburg - Torgelow - Torgelow-Holländerei - Ueckermünde, ville - Viereck - Vogelsang - Wahrlang - Waldeshöhe - Wilhelmsburg - Wilhelmsdorf - Ziegenort |

Le 15 octobre 1939, 32 communes et deux districts de manoir de l'arrondissement dissous de Randow sont incorporés à l'arrondissement d'Ueckermuende :
| - Armenheide - Bismark - Blankensee - Boblin - Böck - Boock - Daber - Dorotheenwalde - Falkenwalde | - Falkenwalde, district de manoir - Glashütte - Gorkow - Grambow - Günnitz - Hagen - Jasenitz (de) - Köstin - Laack | - Linken - Löcknitz - Mewegen - Nassenheide - Neuenkirchen - Pampow - Plöwen - Ramin - Retzin | - Rothenklempenow - Schwennenz - Sonnenberg - Stolzenburg - Stolzenburg, district de manoir - Trestin - Wamlitz |

### Communes dissoutes avant 1939
- Neuendorf, vers 1929 à Ueckermünde
- Sandkrug, vers 1929 à Schönwalde
- Vorsee, vers 1929 à Ahlbeck
- Warsin, vers 1929 à Vogelsang

### Changements de nom
La commune d'Hammelstall est rebaptisée Waldeshöhe en 1929,,

## Personnalités liées à l'arrondissement
- Ludwig von Schröder (1854-1933), amiral né à Eggesin.